# Партизански отряд „Георги Бенковски“ (Червен бряг)
Червенобрежки партизански отряд „Георги Бенковски“ е подразделение на Единадесета Плевенска въстаническа оперативна зона на НОВА по време на партизанското движение в България (1941 – 1944). Действа в околностите на Червен бряг и Бяла Слатина.
През есента на 1941 г. в района на Червен бряг излизат първите партизани: Григор Вълев, Петко Кръстев и Тома Стефанов. Изграждат се и първите бойни групи. В началото на 1942 г. излизат нови партизани и се сформира Червенобрежка партизански чета. Провежда акции по жп линията Телиш – Роман, София – Варна, изгорен е германски склад на гара Червен бряг.
На 22 август 1943 г. на партизанска среща в „Дреновица“ (рид) пред землянката на Сухашката чета – „Челковица“ над с. Бресте се създава Червенобрежкия партизански отряд от три чети: Сухашка, Добревска и Тодорищка чета. Командир на отряда е Нецо Гарвански (Върбан), политически комисар Григор Вълев (Камен), началник-щаб Мишо Коцев. Командир на втора чета е Никола Милчев Нешев Соколов от с. Гложене (Тетевен).
През април 1944 г. на партизанска среща в с. Стояновци отрядът е наименуван Партизански отряд „Георги Бенковски“. Формиран е в две чети: Планинска и Полска чета. Направени са промени в командването, заместник командир е Минко Ралчовски (Елен), политически комисар Тома Стефанов (Владо), началник-щаб Васил Симеонов (Чавдар). От май 1944 г. полската чета след попълване с нови бойци прераства в Партизански отряд „Дядо Вълко“. За периода 1941 – 1944 г. общия състав на Партизански отряд „Георги Бенковски“ е 131 бойци.
Провежда акции по жп линията София-Варна, превземат с. Дъбен, с. Добревци, с. Орешене и с. Стояновци. След раняването на Нецо Гарвански (Върбан), командир на отряда е д-р Стоян Стоянов (Божо). Трета чета на 26 юни 1944 г. води тежката Брусенска битка, в която загиват 19 партизани. Провеждат се акции в околностите на Златна Панега, с. Радовене, с. Торос, с. Славщица и с. Пещерна.
На 9 септември 1944 г. отрядът овладява и установява властта на ОФ в гр. Червен бряг, с. Румянцево и с. Торос. На 11 септември влиза в Плевен.